# Eugenys panamensis
Eugenys panamensis är en tvåvingeart som beskrevs av Quate 1999. Eugenys panamensis ingår i släktet Eugenys och familjen fjärilsmyggor. Inga underarter finns listade i Catalogue of Life.